# 埃弗哈特-索恩利探测器
埃弗哈特-索恩利探测器（Everhart-Thornley Detector）或E-T探测器是一类可以探测二次电子和背散射电子的传感器，被用于扫描电子显微镜（SEM）中。埃弗哈特-索恩利探测器得名于其设计者托马斯·E·埃弗哈特和理查德·F·M·索恩利。他们在1960年发表的设计中把光管（light pipe）加入到真空腔外的光电倍增管，以处理来自于SEM真空腔中闪烁体探测器的信号，由此提升了二次电子探测器的效率。此前，埃弗哈特已经对弗拉基米尔·佐利金和J·A·拉哈彻曼（J. A. Rajchman）设计的二次电子探测器做出改进，将其中的电子倍增管改为光电倍增管。包含光波导（lightguide）和高探测效率的光电倍增管的E-T探测器已经成为了SEM中最常用的探测器。 
E-T探测器位于样品腔中，主要部分是一个包含在法拉第笼之中的闪烁体探测器。对法拉第笼通入较低的正电压可以将能量较低（<50 eV）的电子吸引进入探测器，其中主要是二次电子；其他能量较高的电子则不会被这一电势所吸引。而闪烁体探测器则被设置为极高的正电压以加速这些被吸入的电子，并将其转变为光子。光子进一步被闪烁体探测器中的金属层构成的镜面聚焦到光波导中。这些光子最后通过光管被传输出真空腔，然后进入光电倍增管进行放大。
若去掉法拉第笼上的正电压，或对法拉第笼施加一个负电压，E-T二次电子探测器还可以用于探测背散射电子。但相比于运用E-T探测器获得的背散射电子图像，更高质量的背散射电子图像需要使用专门的背散射电子探测器来进行成像。